# 翁嘉銘
翁嘉銘（1962年10月16日—2017年11月26日），筆名「瘦菊子」，臺灣棒球評論者、音樂評論者、文字工作者。

## 生平
翁嘉銘1962年出生於嘉義，世界新聞專科學校編採科畢業，患有小兒麻痺症，自小不良於行。
翁嘉銘早期主要任職於新聞媒體，曾任《中時晚報》編輯、味全龍運動雜誌《龍族月刊》總編輯、超級電視台新聞部研究員、《台灣日報》體育組組長。
翁嘉銘離開新聞媒體後轉換跑道，曾擔任滾石唱片旗下公司滾石網路（RIC）文字內容負責人，但投入流行音樂領域之後仍持續以筆名「瘦菊子」撰寫棒球球評
，同時跨足棒球與流行樂領域，除曾受邀電視、廣播媒體擔任大型棒球賽評論，亦曾受邀擔任金曲獎評審，為資深球評人與資深樂評人。
寫作之餘，翁嘉銘以業師（助理教授級專業技術人員）身分，於世新大學中國文學系教授新媒體書寫應用與流行音樂歌詞寫作。2017年於學校課堂授課時心肌梗塞，昏迷入院，11月26日凌晨逝世，得年55歲。

## 流行樂著作
- 《樂光流影：臺灣流行音樂思路》翁嘉銘作. -- 初版. -- 臺北縣中和市：典藏文創, 2010.10. ISBN 978-986-86705-0-1.
- 《搖滾夢土、青春海岸：國際海洋音樂祭回想曲》翁嘉銘作. -- 初版. -- 臺北市：滾石文化, 2004. ISBN 978-986-7718-14-3.
- 《妳是我的墮落》翁嘉銘著. -- 初版. -- 臺北縣新店市：探索文化, 1999. ISBN 978-9576151996
- 《迷迷之音：蛻變中的臺灣流行歌曲》翁嘉銘作. -- 初版. -- 臺北市：萬象圖書, 1996.  ISBN 978-957-669-817-0.
- 《從羅大佑到崔健：當代流行音樂的軌跡》翁嘉銘著. -- 初版. -- 臺北市：時報文化, 1992. ISBN 978-957-13-0461-8.

## 棒球著作與譯作
- 《燦爛的球季：臺灣職棒風雲》. 瘦菊子著. -- 初版. -- 臺北市：聯合文學, 2003. ISBN 978-957-522-451-6.
- 《臺灣巨砲陳金鋒》. 瘦菊子著 ; 吳宗樺圖. -- 第一版. -- 臺北市：文經社, 2003. ISBN 978-957-663-365-2.
- 《最偉大的棒球賽》. Dan Gutman作 ; 瘦菊子譯. -- 初版. -- 臺北市：麥田出版, 1999. ISBN 978-957-708-827-7.
- 《棒球愛與痛》. 瘦菊子著. -- 初版. -- 臺中市：水永股份有限公司, 1998. ISBN 978-957-98773-8-1.
- 《最棒的季節》. 瘦菊子著. -- 初版. -- 臺北市：中華職棒出版,1996. ISBN 978-957-99329-4-3.
- 《燃燒，野球！》. 瘦菊子著. -- 初版. -- 臺北市：聯合文學 ,1995. ISBN 978-957-522-118-8.
- 《棒球經》. 瘦菊子著. -- 初版. -- 臺北市：麥田出版, 1993. ISBN 978-957-708-129-2.
- 《棒球新樂園》. 瘦菊子著 .-- 初版. -- 臺北市：張老師文化,1992. ISBN 978-957-693-057-7.